# Jüri Reinvere

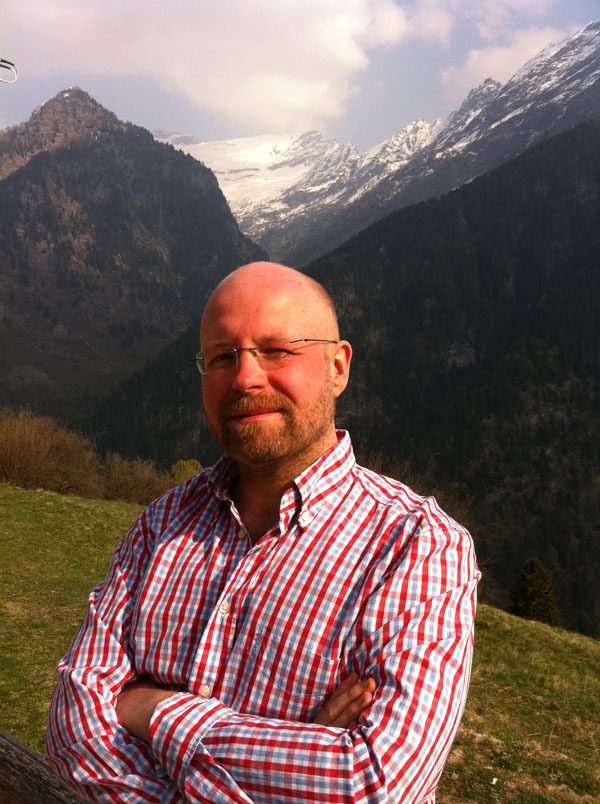
Jüri Reinvere, 2011

Jüri Reinvere (* 2. Dezember 1971 in Tallinn) ist ein estnischer Komponist, Lyriker und Essayist, der seit 2005 in Deutschland lebt. Reinveres polystilistische Kunst folgt keinen Dogmen von Material oder Technik und widmet sich oft existentiellen Themen in der Geschichte, der Natur, der Politik sowie der Poetik menschlicher Wahrnehmung. Seine Lyrik und Dramatik fußen auf genauer psychologischer Beobachtung und gehen oft einher mit untergründig theologischen Anspielungen. Seine Essays in der Postimees und der Frankfurter Allgemeinen Zeitung greifen in Estland und Deutschland in aktuelle Debatten des Zeitgeschehens ein und sind in Estland mit wichtigen Preisen für Publizistik ausgezeichnet worden. Seine Musik hat durch Dirigenten wie Andris Nelsons, Paavo Järvi, Franz Welser-Möst, Pablo Heras-Casado, Pietari Inkinen oder Juraj Valčuha und durch Orchester wie die Berliner Philharmoniker, das Cleveland Orchestra, das Leipziger Gewandhausorchester und das Symphonie-Orchester des Bayerischen Rundfunks internationale Aufmerksamkeit gefunden.

## Leben
Jüri Reinvere wuchs in der estnischen Hauptstadt Tallinn auf. Er besuchte von 1979 bis 1990 das Tallinner Musikgymnasium (Tallinna Muusikakeskkool). Sein erster Lehrer in Komposition war Lepo Sumera. Die dortige Klavierausbildung führte ihn bis zur Konzertreife, was ihm später eine Nebentätigkeit als Pianist und Organist ermöglichte.
Das Leben in Estnischen SSR war zu jener Zeit von starkem Russifizierungsdruck geprägt. Davon unberührt blieb Reinveres Aufgeschlossenheit für die Kultur Russlands, die ihm frühzeitig vertraut war.
Von 1990 bis 1992 studierte Reinvere Komposition an der Fryderyk-Chopin-Musikakademie in Warschau. Von 1992 bis 2005 lebte er in Finnland. Ab 1994 begann er, begleitet von Studien in Theologie, ein Kompositionsstudium an der Sibelius-Akademie in Helsinki, das er bei Veli-Matti Puumala und Tapio Nevanlinna 2004 abschloss. Daneben arbeitete er als Organist, als Radio-Essayist, schrieb gelegentlich Drehbücher für Dokumentarfilme und war beim Fernsehen als Produzent tätig.
1993 lernte er die estnisch-schwedische Pianistin und Schriftstellerin Käbi Laretei kennen, die Reinvere selbst als seine wichtigste Mentorin bezeichnet. Anderthalb Jahrzehnte stand er mit ihr und ihrem früheren Ehemann, dem schwedischen Film- und Theaterregisseur Ingmar Bergman, in enger Verbindung. Durch Bergman wurde Reinvere in die Tradition der nordeuropäischen Dramatik von Henrik Ibsen und August Strindberg sowie in die psychologische Durcharbeitung dramatischer Figuren eingeführt.
Laretei und Bergman waren es auch, die Reinvere zum literarischen Schreiben ermutigten. Nach erster Prosa folgte bald eigene Lyrik in englischer Sprache. Diese Arbeit war Voraussetzung dafür, dass Reinvere für seine Opern die Libretti selbst verfasst hat: Puhdistus auf Finnisch, Peer Gynt auf Deutsch.
Im Jahr 2000 gewann er den International Rostrum of Composers, den Kompositionspreis des Internationalen Musikrates der UNESCO, und wurde vom selben Gremium 2006 erneut ausgezeichnet. Von 2000 bis 2001 gehörte er zu den Stipendiaten der Berliner Akademie der Künste. Reinvere ist heute finnischer Staatsbürger.
Im Jahre 2005 siedelte er nach Berlin über, seit 2017 lebt er in Frankfurt am Main.

## Schaffen
Reinveres Ästhetik kennt zwei Richtungen, eine entschiedene Modernität mit allen klanglichen Härten und zugleich einen ungebrochenen Mut zur Romantik, weshalb seine Musik sehr unterschiedlich klingen kann. Seine Großwerke, besonders die Opern, vermitteln zwischen beiden Richtungen. Sie halten an einem psychologischen Verständnis des Dramas fest, erweitern aber die Mittel der Darstellung über die bisherige Tradition hinaus. Häufig verbindet Reinvere in seiner Musik avancierte Verfahren der Klangerzeugung mit klassischen Erzählstrukturen. Die strenge Durcharbeitung der Werkgestalt geht dabei einher mit einer inhaltlichen Öffnung für andere Künste, für Fragen der Theologie, der Politik, der allgemeinen Geschichte und der alltäglichen Lebenswelt. Jedoch liegt das Gewicht auf der unmittelbar sinnlichen Präsenz der Kunst.

### Orchesterwerke
Eine große Öffentlichkeit erreichte Reinvere durch seine Orchesterwerke, die das Orchester im Sinne der symphonischen Tradition als integralen Klangkörper begreifen und Techniken eines wortlosen Erzählens weiterentwickeln. Eine große Rolle spielt dabei die Arbeit mit dem zielgerichteten, aber nicht mehr funktional verankerten Spannungsgefälle einer eigenständigen Harmonik. Die poetischen Titel eröffnen dabei eher Assoziationsräume, als dass sie ein Programm liefern. Sie stellen manchmal Bezüge zu konkreten Personen (Maria Anna, wach im Nebenzimmer zu Maria Anna Mozart), zu Landschaften (Das innere Meer) oder zu kosmischen Phänomenen wie die Bootes-Leere (Vom Sterben der Sterne) her. In Estland sind die Stücke Ehe Leviathan erwacht und Auf dem Narrenschiff nach deren Uraufführungen auch als politische Gleichnisse gehört und diskutiert worden.

### Bühnenwerke: Opern und Ballette
Nach frühen Balletten, vor allem mit der Choreografin Michaela Fünfhausen, und der Radio-Oper Auf der anderen Seite, arbeitete Reinvere den Roman Puhdistus von Sofi Oksanen zu einem Opernlibretto um: Es war Reinveres erste dramatische Arbeit als Dichter und zugleich ein politisches Werk, dessen Bedeutung international registriert wurde. Die Uraufführung fand 2012 an der Finnischen Nationaloper Helsinki statt.
Peer Gynt ist ein Auftragswerk für Den Norske Opera & Ballett Oslo unter dem Intendanten Per Boye Hansen. Im Anschluss an das Drama von Henrik Ibsen, das durch die Musik von Edvard Grieg zu einem Nationalsymbol Norwegens wurde, fragt Reinvere danach, was nationale Symbole heute bedeuten. Zugleich stellt er die Geschichte in den Horizont einer Theologie der Gnade im Anschluss an Søren Kierkegaard. Die Uraufführung fand am 29. November 2014 statt. Die Oper löste europaweit große Medienresonanz aus, zum einen wegen ihrer Konnotationen mit dem Attentat von Anders Breivik, zum anderen, weil sie Themen wie Sterbehilfe und westliche Kulturmüdigkeit aufgreift. Reinvere erhielt im Februar 2015 für Peer Gynt den estnischen Staatspreis.
Zum Beethoven-Jahr 2020 schuf Reinvere seine dritte Oper Minona. Sie widmet sich der historischen Person Minona von Stackelberg (1813–1897), die offiziell die Tochter von Josephine von Stackelberg, geborene von Brunswick, und deren zweitem Ehemann Christoph von Stackelberg war. Jedoch gilt es in der wissenschaftlichen Biografik als sehr wahrscheinlich, dass Ludwig van Beethoven der Vater Minonas sein könnte. Minona von Stackelberg wuchs in Reinveres Heimatstadt Tallinn (damals Reval) auf. Reinvere selbst unternahm für das Libretto eigene Forschungen am Archiv der Baltischen Ritterschaft in Tartu, wo ein Teil des Familiennachlasses der Stackelbergs aufbewahrt wird. Die Uraufführung fand 2020 am Theater Regensburg statt.

### Werke nach eigener Lyrik
Seit t.i.m.e (2005) für Soloflöte und Sprecher folgen auch die nicht-theatralischen Werke Reinveres häufig eigenen Texten. Dichterisch finden sich bei ihm überwiegend freie Verse, zugleich auch komplexe Metren und Reimformen. Seine Sprache arbeitet mit mehrschichtigen Symbolen und literaturgeschichtlichen Anspielungen, besonders in einer Reihe von Gedichten, die Autoren der englischen Romantik folgen. So bezieht sich Norilsk, the Daffodils (für Orchester und Sprecherin) auf William Wordsworth, The Empire of May (für Kammerensemble und Stimme) auf John Keats oder The Arrival at the Ligurian Sea (für Soloflöte und Kammerensemble) auf Percy Bysshe Shelley.
Sein Requiem von 2009 (für Kammerchor, Soloflöte und Sprecherin) setzt sich mit dem Sterben in der heutigen Welt auseinander. Obwohl Reinvere nicht auf religiöse Begriffe und Formen zurückgreift, bleibt sein Requiem für eine Sinngebung des Todes in christlichem Glauben offen. Der Zyklus Four Quartets verbindet eigene Gedichte mit Streichquartetten und folgt dem gleichnamigen Werk von T. S. Eliot. Wie ihm geht es auch Reinvere darum, konkrete Lebensorte zu Symbolen menschlicher Existenz zu machen. Im Tonbandzuspiel zum ersten der Four Quartets nutzt Reinvere Originaldokumente von der Entbindungsstation des Zentralkrankenhauses in Tallinn.
Reinveres Solo-Liedschaffen umfasst neben dem Zyklus Lieder bei schwindendem Licht für Sopran und Orchester auch den Zyklus Bleicher Karneval für Sopran und Klavier nach eigenen deutsch- und englischsprachigen Texten, entstanden für die Kissinger Liederwerkstatt 2018, und darüber hinaus zwei Gesänge für Bass und Klavier nach eigenen Gedichten zu Grafiken des estnischen Symbolisten Eduard Wiiralt, im Jahr 2023 komponiert für das Mozarteum Salzburg.

### Chorwerke
Reinveres bislang wichtigstes Chorwerk ist, neben dem frühen Stück Frost at Midnight, das dreiviertelstündige Oratorium Die Vertreibung des Ismael nach eigenem Text. Es entstand für den RIAS-Kammerchor Berlin und behandelt die Verstoßung der Magd Hagar und ihres Sohnes Ismael durch dessen Vater Abraham und damit die Trennung von Judentum und Islam nach dem Alten Testament der Bibel. Die Uraufführung fand im März 2022 mit dem RIAS-Kammerchor und dem Ensemble Resonanz unter der Leitung von Justin Doyle in Berlin statt. Wenige Wochen später folgte das Chorstück Im Verborgenen nach eigenem Text, das wiederum eine eigens entworfene, tonal nicht gebundene Harmonik mit vokal erzeugten Geräuschen verbindet.

### Weitere Werke
In Reinveres übrigen Werken findet man häufig die Überschreitung von Genregrenzen und die Kreuzung verschiedener Techniken, zum Beispiel die Bearbeitung dokumentarischen Materials und ästhetisch auskomponierter Musik durch die Mittel der Musique concrète. So verwendet sein Livionian Lament von 2003 Tonaufzeichnungen von der livländischen Küste und erinnert an das Aussterben der lange marginalisierten livischen Sprache. Harmonisch gibt es im frühen Doppelquartett mit Soloklavier von 1994 noch klare tonale Bezüge. In späteren Werken sind solche tonalen Konzeptionen zwar weiterhin vorhanden, aber weniger offenkundig. Oft kommt Reinvere gänzlich ohne tonale Bindungen aus und verlässt sich auf Instrumental-, Sprech- und Vokalklänge, die dem Geräusch näherstehen als der genau definierten Tonhöhe. Die klar ausgearbeiteten Texturen werden nach einem klassischen Verständnis von Polyphonie eingesetzt. Die dramaturgisch gestaltete Zeit macht den Aufbau von Hörerwartungen ebenso möglich, wie sie den Hörer mit Unvorhersehbarem konfrontiert.
Seit 2016 schreibt Reinvere wieder vermehrt rein instrumentale Werke in klassischen Besetzungen. Dazu gehören sein Klavierquartett, seine Sonate für Violoncello und Klavier (2019 uraufgeführt von David Geringas und Ian Fountain), verschiedene Nachtbilder (jeweils für Orgel, Klavier und Viola solo), ein Saxofonquartett, ein Klarinettenquintett und eine Kammerminiatur in der Besetzung von Franz Schuberts Forellenquintett mit dem Titel Flüchtig, für immer. Sein Quartett für Violine, Klarinette, Violoncello und Klavier erlebte seine Uraufführung im September 2022 beim International Jerusalem Chamber Music Festival.
Obwohl Reinvere selbst angibt, dass die Musik Beethovens in seinem Bildungsweg weniger wichtig war als etwa die Musik Karol Szymanowskis, hat ihn die biografische Beschäftigung mit Beethoven im Zuge seiner Oper Minona zu zwei weiteren Werken angeregt: Die Krone von Gneixendorf (für Schalmei solo, 2017 beim Festival Ultraschall in Berlin uraufgeführt von Katharina Bäuml) und das Konzert Inter lachrimas et luctum für Violoncello und Ensemble (2019 uraufgeführt von Jean-Guihen Queyras und dem Ensemble Modern in Kronberg). In sämtlichen Werken mit Beethoven-Bezug geht es um das Scheitern eines idealistischen Lebensentwurfs, um Verletzlichkeit im Gegensatz zum heroischen Beethovenbild, wie es zu Reinveres Kindheit in der Sowjetunion gezeichnet wurde, und um die Öffnung für existenzielle Erfahrungen jenseits eigener biografischer Pläne.

### Essays
In seiner Essayistik spielt die verbale und non-verbale Tradierung von Gedanken und Gefühlen eine Rolle sowie die Manipulation oder gar Zerstörung des kulturellen Gedächtnisses. Diese Themen reflektieren vor allem die eigene Biografie und das Leben von Reinveres Vorfahren in Estland, weiten ihr Betrachtungsfeld aber auch auf ganz Europa und die USA aus. Reinvere, geprägt durch seine Erfahrungen in finnischen Pfarrgemeinden und in Städten wie Berlin, Moskau, London, Florenz und Warschau untersucht zudem Phänomene wie Trost, Gnade oder Schönheit, die Menschen zuteilwerden, ohne dass sie sich von Menschen herstellen lassen. Die Nähe von Schmutz und Erhabenheit, ein Thema auch in der Literatur von Fjodor Dostojewski, taucht in Reinveres Essays genauso auf wie in seiner Lyrik.
Als Kommentator aktueller Zeitfragen hat er sich seit Dezember 2013 gelegentlich in der Frankfurter Allgemeinen Zeitung geäußert. So bezweifelte er grundsätzlich, dass westliche Strategien hilfreich für die Verbesserung der Lage sexueller Minderheiten in Russland seien. Daneben führte Reinvere die Ängste in den baltischen Staaten vor russischen Interventionen nach der Annexion der Krim 2014 auf unbewältigte Erfahrungen der Jahre 1939/40 und der Zeit nach 1990 zurück. In jüngster Zeit beschäftigen sich seine Artikel für die FAZ häufiger mit den Strategien sowjetischen und post-sowjetischen Dissidententums im Wechselspiel von innenpolitischen Konflikten und westlicher Aufmerksamkeit. Seine in der FAZ vorgetragene Analyse der innenpolitischen Lage Estlands, die 2019 erstmals zur Beteiligung der rechtsnationalistischen Partei EKRE an der Regierung führte, wurde auch vom Deutschlandfunk aufgegriffen. Seit 2016 widmet sich Reinvere auch in der estnischen Wochenzeitung Sirp sowie der führenden nationalen Tageszeitung Postimees häufiger kulturanalytischen und politischen Fragen. Für seine Texte in Sirp wurde er Anfang 2017 mit dem „Enn-Soosaar-Preis“ für ethische Essayistik in Tallinn geehrt. Postimees wählte Reinvere zum „Meinungsführer“ des Jahres 2022 und zeichnete ihn mit dem Jaan-Tõnisson-Preis aus.

## Musikalische Werke (Auswahl)
- Peer Gynt, Oper nach dem gleichnamigen Schauspiel von Henrik Ibsen (2014)
- Puhdistus (dt. Fegefeuer) nach dem gleichnamigen Roman von Sofi Oksanen (Oper, 2012)
- Minona, Oper nach eigenem Libretto (2020)
- Norilsk, the Daffodils (für Orchester und Leser, 2012)
- Through A Lens Darkly (für großes Orchester, 2018)
- Und müde vom Glück, fingen sie an zu tanzen (für großes Orchester, 2018)
- Ehe Leviathan erwacht (für großes Orchester, 2019)
- Maria Anna, wach im Nebenzimmer (Notturno für großes Orchester, 2021)
- Vom Sterben der Sterne (für großes Orchester, 2021)
- Schoß des ungeheuren Lichts (für großes Orchester, 2022)
- Auf dem Narrenschiff (für großes Orchester, 2023)
- Die Vertreibung des Ismael (für gemischten Chor und Streicher, 2020)
- Requiem (für Soloflöte und Männerstimmen, mit Videoinstallation, 2009)
- Lieder bei schwindendem Licht. Fünf Gedichte für Sopran und Orchester (2016)
- Doppelkonzert für zwei Querflöten, Streichorchester und Schlagzeug (2016)
- Inter lachrimas et luctum. Konzert für Violoncello solo und Ensemble (2019)
- Four Quartets I–III (für Streichquartett und Leser, 2012–2016)
- Frost at Midnight (für Bassflöte und Chor, 2008)
- The Empire of May (für Kammerensemble, 2010)
- Written in the Sand (für Orchester, 2001)
- Luft-Wasser-Erde-Feuer-Luft (Musik zu Michaela Fünfhausens Tanz-Performance Die gefiederte Schlange, 2003)
- Doppelquartett (mit Piano solo, 1994)
- Sonate für Violoncello und Klavier (2019)
- Northwest Bow (für Kammermusik-Ensemble, 1998)
- Auf der anderen Seite (Radio-Oper, 2003)
- Livonian Lament (Tonband, 2003)
- t.i.m.e. (für Soloflöte und Elektronik, mit Videoinstallation, 2005)
- Causerie des confiseurs. Miniaturen für acht Klaviere zu sechzehn Händen (2016)

## Preise (Auswahl)
- International Rostrum of Composers 2000
- Preis des Musikrates der UNESCO 2006
- Estnischer Kultuurkapital-Preis 2012, 2018,     2020
- Estnischer Staatspreis 2015
- Enn-Soosaar-Preis für ethische Essayistik 2017
- Musiker des Jahres in Estland 2022
- Weißer Stern (Verdienstorden der Republik Estland) 2022
- Jaan-Tõnisson-Preis der Zeitung Postimees als Meinungsführer

## Diskographie
- a second… a century (2009)[39]
- Requiem (2010, CD+DVD)[39]

## Belege
1. ↑  Berliner Philharmoniker: Andris Nelsons conducts Stravinsky’s “Le Sacre du printemps”. Abgerufen am 12. April 2024 (englisch).
2. 1 2  Paafo Järvi & estonian festival orchestra auf parnumusicfestival.tv
3. ↑  Jüri Reinvere orkestriteosed kõlasid Ameerikas ja Saksamaal, auf kultuur.postimees.ee
4. ↑  Vom Sterben der Sterne: Symphonische Notizen, auf boosey.com
5. ↑  Usedomer Musikfestival: Abschluss mit viel Applaus und positiver Bilanz, auf ndr.de
6. 1 2 3 4 5  http://www.reinvere.de/re71aen.htm
7. ↑  Jüri Reinvere bei IMDb
8. 1 2 3 4 5  Jan Brachmann: Jüri Reinvere: So flirrt Musik vor ihrer Geburt. berliner-zeitung.de, 16. August 2013, abgerufen am 3. April 2024.
9. ↑  Jüri Reinvere »a second … a century« (Memento vom 8. September 2017 im Internet Archive) (PDF), auf reinvere.de
10. 1 2  Livonian Lament [Liivi itk], auf emic.ee
11. 1 2  The Composed Landscapes of Jüri Reinvere. Abgerufen am 7. März 2022 (englisch).
12. ↑  Estonian composers Toivo Tulev and Jüri Reinvere successful at the 2006 Rostrum in Paris, auf emic.ee
13. ↑   Dialog 1 (Memento vom 31. Oktober 2014 im Internet Archive), auf fuenfhausen.net
14. ↑  Käbi Laretei võttis eluülesandeks mitte kunagi kibestuda. See lasi tal olla vaba., auf maaleht.delfi.ee
15. ↑  Puhdistus (Purge), Finnish National Opera, Helsinki, auf ft.com
16. ↑  https://www.youtube.com/watch?v=ypDegEgEl6g
17. ↑  Inkinen | Brahms, auf drp-orchester.d
18. ↑  https://www.youtube.com/watch?v=ycnCzAi6j2Q
19. ↑  Before Leviathan Awakes (Ehe Leviathan erwacht), auf boosey.com
20. ↑  Estnische Tragödie, auf der-theaterverlag.de
21. ↑  Eesti Vabariigi kultuuripreemiad, auf .kul.ee
22. ↑  https://www.youtube.com/watch?v=_D1edSiXlhk
23. ↑  Flirrende Wahrheit, auf sueddeutsche.de
24. ↑  Four quartets (Memento vom 8. September 2017 im Internet Archive) (PDF), auf reinvere.de
25. ↑  repinmedia: Jüri Reinvere - Requiem (2009) /excerpt: Wakes in White/ auf YouTube, 6. September 2009, abgerufen am 25. Februar 2024 (Laufzeit: 10:53 min).
26. ↑  Jüri Reinvere - Songs by the Fading Light. Abgerufen am 12. April 2024.
27. ↑  Reinvere, Jüri | Estonian Music Information Centre. Abgerufen am 12. April 2024.
28. ↑  https://www.youtube.com/watch?v=KCzwyaCYpN0
29. ↑  RIAS Kammerchor mit Uraufführung von Jüri Reinvere: „Die Vertreibung des Ismael“, auf deutschlandfunkkultur.de
30. ↑  https://www.nathaliamilstein.com/agenda/jerusalem-international-chamber-music-festival
31. ↑  https://www.youtube.com/watch?v=qR14x65nAmw
32. ↑  "Inter lacrimas et luctum" - A Cello Concerto ("Inter lacrimas et luctum" - Ein Cellokonzert) (2019) , auf boosey.com
33. ↑  Programm Montag, 30.01.2017, auf deutschlandfunkkultur.de
34. ↑  Der Komponist Jüri Reinvere | „Kontraste von Intimität und Monumentalität“, auf deutschlandfunk.de
35. ↑  http://www.ts.fi/uutiset/kotimaa/1074342824/Raiskattu+etela+naapuri+raapii+pois+neuvostokertomusta+historiastaan
36. ↑  Jüri Reinvere: Lebenskreuzungen | Wie Brahm's Musik die Menschen trifft (Memento vom 27. August 2017 im Internet Archive) (PDF), auf reinvere.de
37. ↑  http://fazarchiv.faz.net/?q=Reinvere&search_in=q&timePeriod=timeFilter&timeFilter=&DT_from=&DT_to=&KO=&crxdefs=&NN=&CO=&CN=&BC=&submitSearch=Suchen&sext=0&maxHits=&sorting=&toggleFilter=&dosearch=new#hitlist
38. ↑  https://www.postimees.ee/7707713/jaan-tonissoni-ajakirjanduspreemia-sai-jaanus-piirsalu-aasta-noor-ajakirjanik-on-brita-maria-alas
39. 1 2  Jüri Reinvere, auf emic.ee

| Personendaten    | Personendaten                              |
| ---------------- | ------------------------------------------ |
| NAME             | Reinvere, Jüri                             |
| KURZBESCHREIBUNG | estnischer Komponist, Lyriker und Essayist |
| GEBURTSDATUM     | 2. Dezember 1971                           |
| GEBURTSORT       | Tallinn                                    |